# نوریکو ساکایی
نوریکو ساکایی (انگلیسی: Noriko Sakai؛ زادهٔ ۱۴ فوریهٔ ۱۹۷۱) یک موسیقی‌دان اهل ژاپن است. وی از سال ۱۹۸۶ میلادی تاکنون مشغول فعالیت بوده‌است.